# El duende
El duende er en dansk dokumentarfilm fra 1987, der er instrueret af Prami Larsen.

## Handling
En aften i flamencoforeningen El Duende, som ligger i en baggård på Vesterbro. Nogle af foreningens medlemmer spiller, synger og danser nogle typiske flamenconumre.